# 段柄仁
段柄仁（1938年1月—），男，山西祁县人，中华人民共和国政治人物，曾任中共北京市委常委、秘书长，北京市人大常委会副主任，第九、十届全国人大代表。